# Mariam al-Ijliya
Al-'Ijliyah bint al-'Ijli al-Astrolabi (arabe : العجلية بنت العجلي الأسطرلابي), aussi connue sous le nom de  Mariam al-Astrulabi, est une astronome du Xe siècle (IVe siècle de l'Hégire) et une fabricante d'astrolabes, originaire d'Alep, dans l'actuel nord de la Syrie. Peu d'éléments sont parvenus sur sa vie et la seule mention la concernant se trouve dans le livre de Ibn al-Nadim, dans la section VII.2 dédiée entre autres aux mathématiciens, ingénieurs, musiciens, astrologues d'Alep et où seize noms sont mentionnés, dont celui de son père et le sien.

## Enfance
Elle était la fille d'un expert de l'astrolabe connu sous le nom de al-'Ijli al-Asturlabi. Selon Ibn al-Nadim, elle fut une disciple (tilmīthah) de Bastulus (de son vrai nom Muḥammad ibn ʿAbd Allāh Nasṭūlus).

## Carrière
Al-'Ijliyah a développé et fabriqué des astrolabes, un instrument astronomique et de navigation, durant le Xe siècle,,. Elle était employée par l'émir d'Alep, Sayf al-Dawla, qui régna de 944 à 967.